# Атлантическа чайка
Атлантическата чайка (Larus atlanticus) е вид птица от семейство Laridae. Видът е почти застрашен от изчезване.

## Разпространение
Видът е разпространен в Аржентина, Бразилия и Уругвай.